# Лесные драконы
Лесные драконы, или гоноцефалы (лат. Gonocephalus) — род ящериц из семейства агамовых, обитающий в Юго-Восточной Азии.

## Описание
Общий размер представителей рода колеблется от 30 до 60 см. Характерной особенностью является треугольная форма головы, что отразилось на их названии. Туловище уплощено с боков, конечности относительно тонкие, короткие. Есть гребень из увеличенных чешуй, который тянется вдоль хребта на шее и спине, более развитый у самцов. Имеют горловую сумку, которая растягивается при агрессии. В окраске преобладает сочетание зелёного, жёлтого и коричневого цветов, смешанных в разных пропорциях, на коже хорошо виден узор из пятен неправильной формы. Окраска может меняться в зависимости от состояния животного.

## Образ жизни
Обитают в равнинных и горных дождевых тропических лесах. Встречаются на высоте до 1600 м над уровнем моря. Как правило, большую часть времени проводят сидя на вертикальных стволах деревьев, или на концах тонких ветвей. Активны днём. Обычно держатся неподалёку от водоёмов. Питаются членистоногими и мелкими позвоночными.

## Размножение
Это яйцекладущие ящерицы.

## Распространение
Ареал охватывает Индокитай, Таиланд, Малайзию, Индонезию и Филиппины.

## Классификация
На май 2018 года в род включают 16 видов:
- Gonocephalus abbotti Cochran, 1922
- Gonocephalus bellii (Duméril & Bibron, 1837)
- Gonocephalus beyschlagi (Boettger, 1892)
- Gonocephalus bornensis (Schlegel, 1848)
- Gonocephalus chamaeleontinus (Laurenti, 1768) — Хамелеоновый гоноцефал
- Gonocephalus doriae (Peters, 1871)
- Gonocephalus grandis (Gray, 1845) — Большой гоноцефал
- Gonocephalus interruptus (Boulenger, 1885)
- Gonocephalus klossi (Boulenger, 1920)
- Gonocephalus kuhlii (Schlegel, 1848)
- Gonocephalus lacunosus Manthey & Denzer, 1991
- Gonocephalus liogaster (Günther, 1872) — Борнеоский гоноцефал
- Gonocephalus megalepis (Bleeker, 1860)
- Gonocephalus mjobergi Smith, 1925
- Gonocephalus semperi (Peters, 1867)
- Gonocephalus sophiae (Gray, 1845)

## Галерея

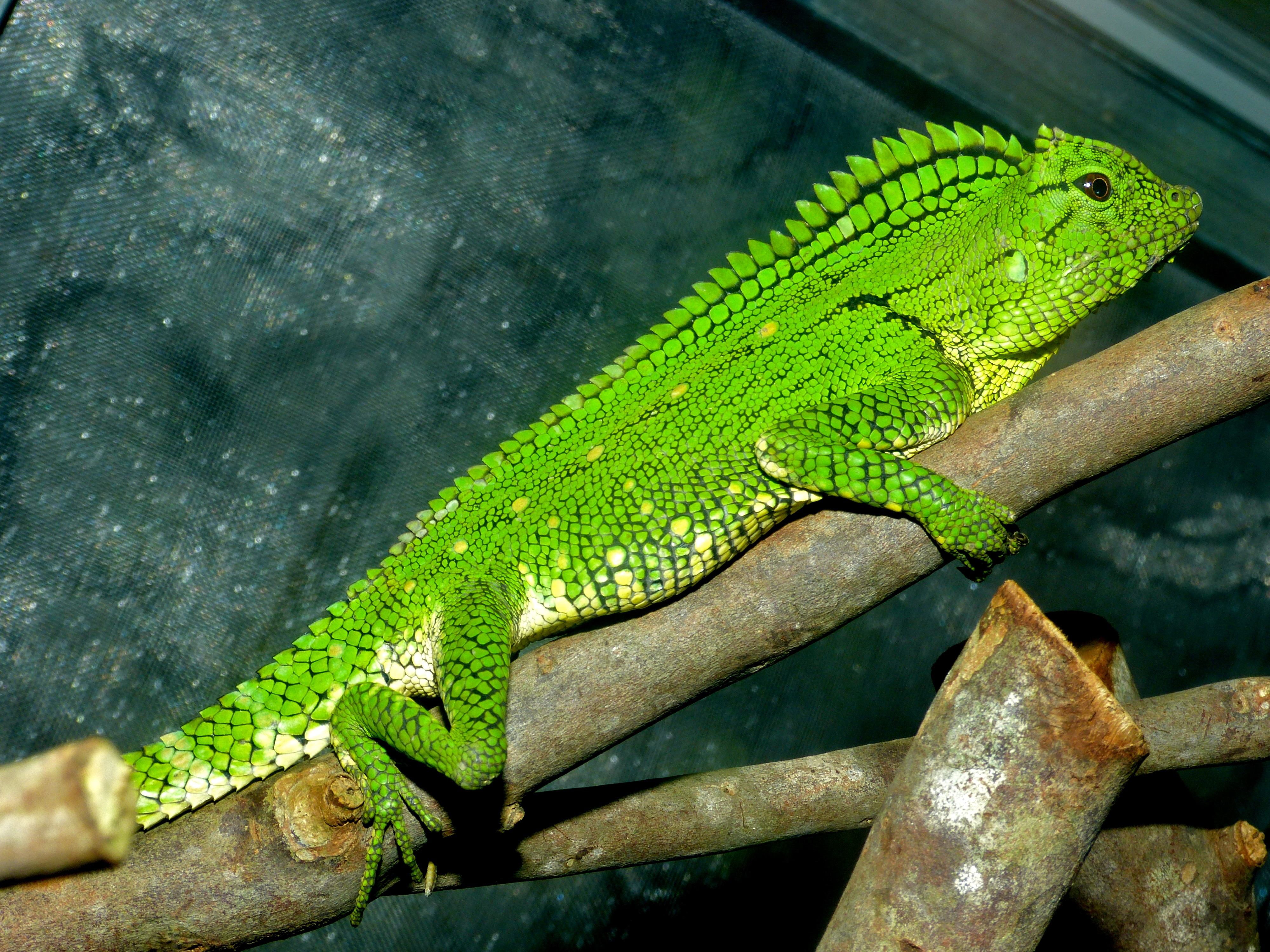
Gonocephalus abbotti
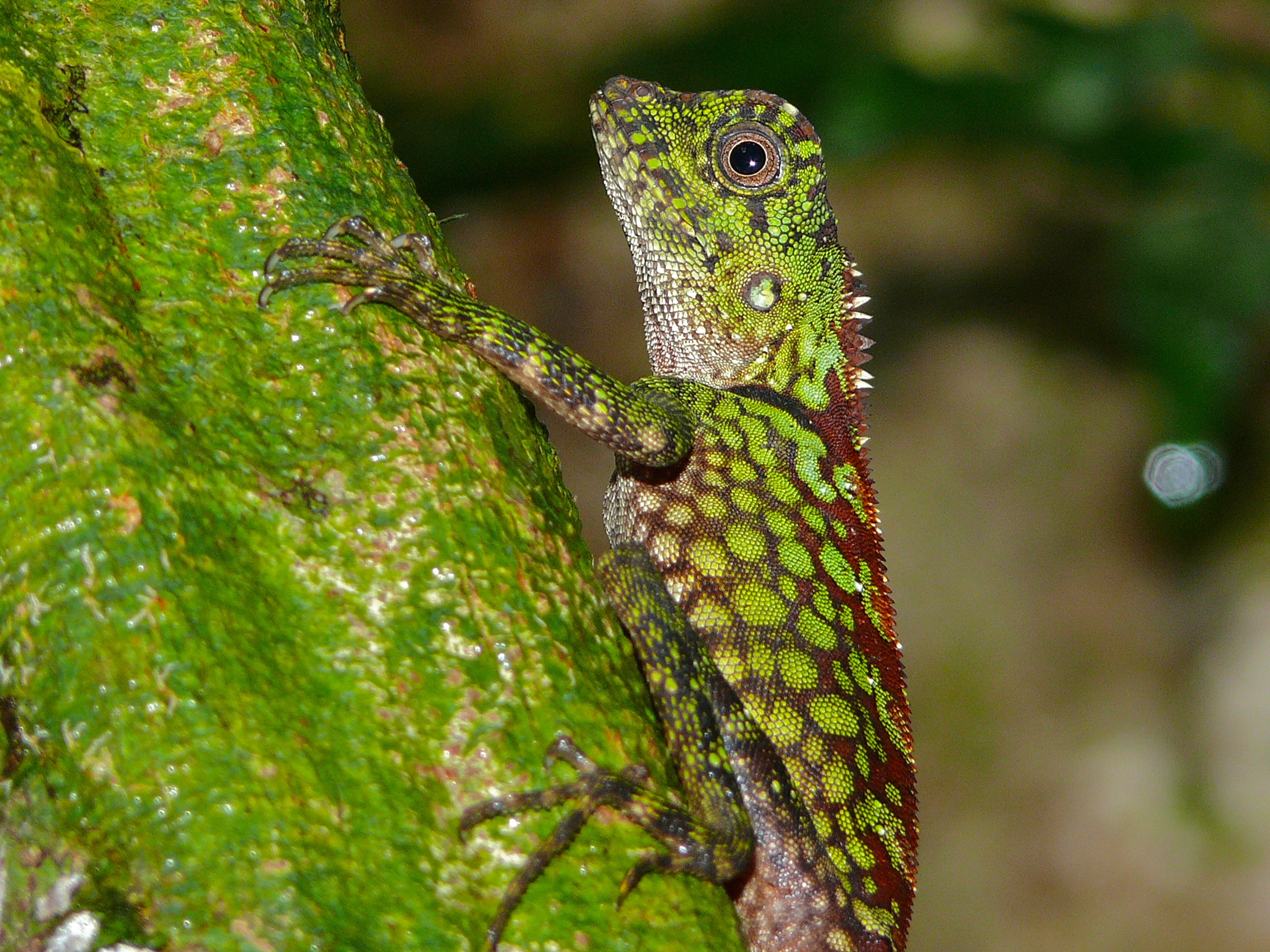
Gonocephalus bornensis
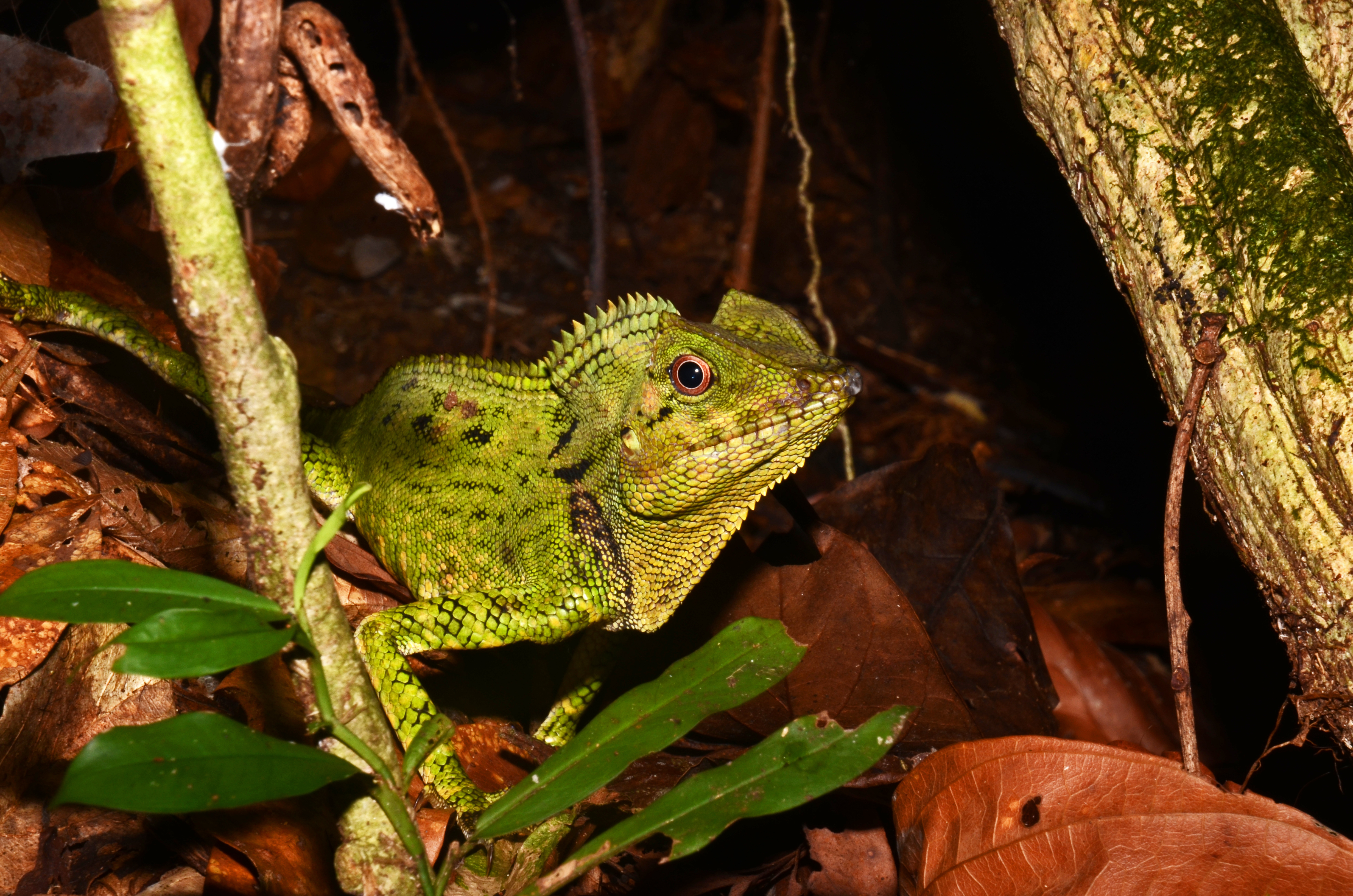
Gonocephalus doriae
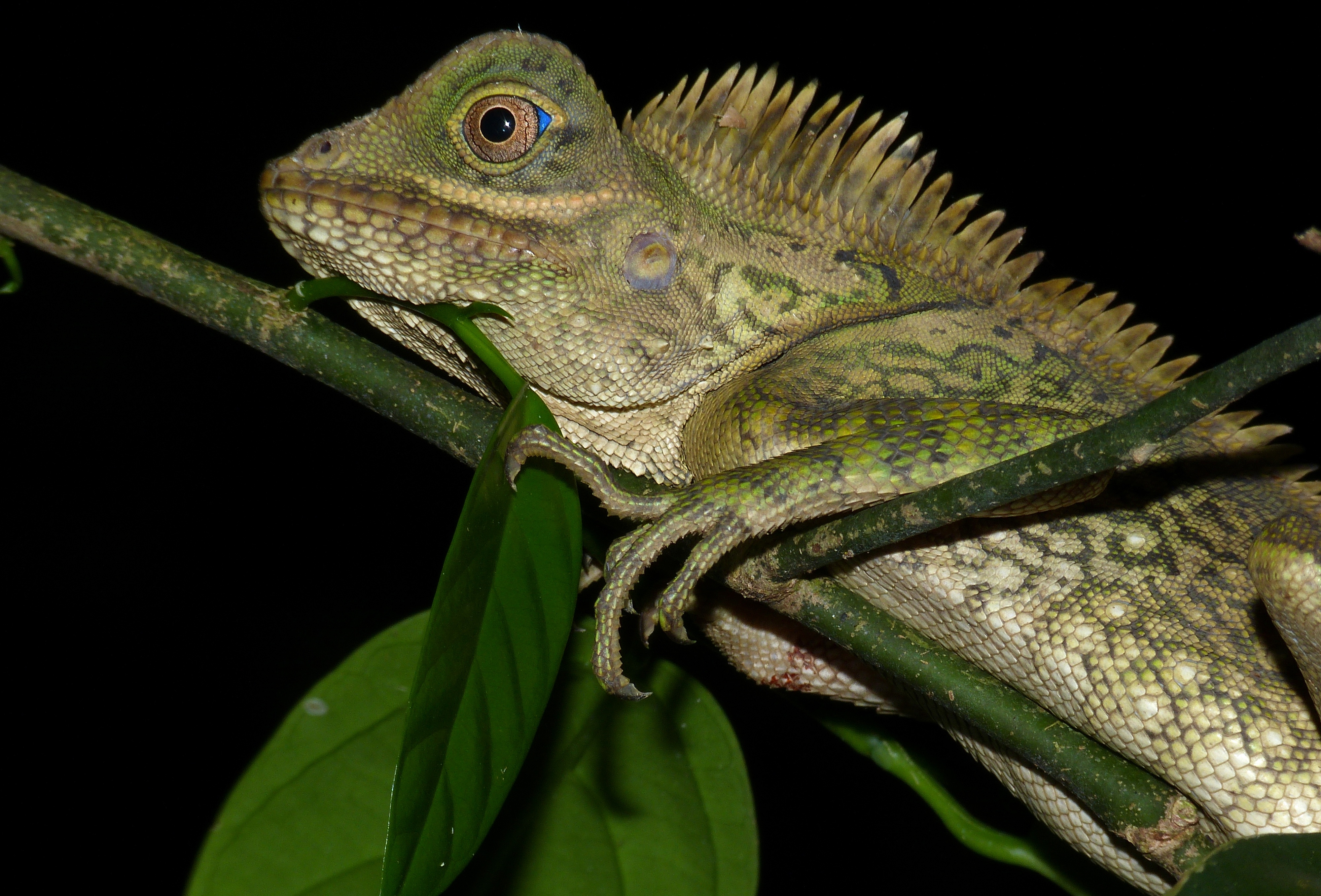
Борнеоский гоноцефал